# ローゼライト

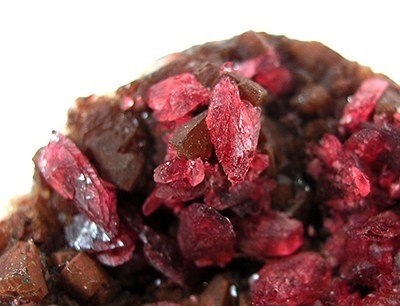
ローゼライト

ローゼライト（英語圏表記 : roselite）。成分と色と類似するウェンドウィルソナイトなどと似ており、濃い赤色 - 濃淡な紅色の透き通ったガラス光沢を持つ。稀少な単斜晶系の砒酸塩鉱物である。名前の由来はグスタフ・ローゼという人物名から来ている。

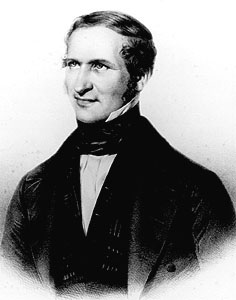
グスタフ・ローゼ